# El Panorama
El Panorama fue una revista publicada en la ciudad española de Madrid entre 1838 y 1841.

## Historia
Era impreso en Madrid, al principio en la imprenta de N. Sanchís y más tarde en una propia. Tenía una periodicidad semanal e incluía grabados. Su primer número apareció el 29 de marzo de 1838, con unas dimensiones de 0,167 x 0,116 m. Tuvo tres épocas: la primera comprendió dos tomos, el I de 432 páginas y el II de 208; la segunda época abarcó cuatro tomos, el I de 416 páginas, el II de 291 y el III y el IV de 416. La tercera época habría alcanzado al menos el número correspondiente al 13 de septiembre de 1841, que tenía 0,190 x 0,130 m. La publicación fue dirigida durante dos años por Manuel Antonio Las Heras, conde de Sanafé; también estuvo al frente de la dirección Agustín Azcona. Entre sus colaboradores se encontró Francisco Zea.